# Амангельды (Жамбылский район)
Амангельды (каз. Амангелді) — упразднённое село в Жамбылском районе Северо-Казахстанской области Казахстана. Входило в состав Жамбылского сельского округа. Исключено из учётных данных в 2024 году.
Код КАТО — 594639200.

## География
Расположено между озёрами Алыя и Суатколь. В 4,5 км к юго-западу находится озеро Трупердысор.

## Население
В 1999 году население села составляло 359 человек (177 мужчин и 182 женщины). По данным переписи 2009 года в селе проживало 198 человек (96 мужчин и 102 женщины).

## Известные уроженцы
Шаймерденов, Сафуан (1922-2007) - казахский писатель.